# Ein blutroter Morgen
Ein blutroter Morgen ist ein chinesischer Kinofilm von Li Shaohong, einer Regisseurin der sogenannten „fünften Generation“ der Pekinger Filmakademie, aus dem Jahre 1990. Der Originaltitel ist Xuese Qingchen. Der Inhalt des Films lehnt sich sehr stark an den Roman Chronik eines angekündigten Todes von Gabriel García Márquez an.

## Handlung
In einem nordchinesischen Dorf wird der junge Lehrer Li Mingguang ermordet, weil er der jungen Li Pingwa die Unschuld genommen haben soll. Dafür rächt sich ihre Familie und das gesamte Dorf. Der sozialkritische Film setzt sich mit den Hintergründen und der Entstehung dieser Tat auseinander. Dies wird u. a. anhand der Recherchen der Staatsanwaltschaft, der Gespräche der Dorfbewohner und der sozialen Strukturen im Dorf gezeigt. Am Ende werden die Täter, also jene, die den Lehrer zu Beginn beschuldigt haben, abtransportiert.

## Auszeichnungen
- 1992: Golden Montgolfiere (Nantes Three Continents Festival)
- 1993: Distribution Help Award (Internationales Filmfestival Freiburg)